# Концерт для фортепіано з оркестром № 6 (Моцарт)
Концерт для фортепіано з оркестром № 6 Сі-бемоль мажор (KV) Вольфганга Амадея Моцарта написаний 1776 року.
Складається з трьох частин:
1. Allegro aperto
2. Andante un poco adagio
3. Rondeau: Allegro